# SZD-13 Wampir
SZD-13 Wampir – projekt polskiego, jednomiejscowego, szybowca bezogonowego zaprojektowany w Szybowcowym Zakładzie Doświadczalnym w Bielsku-Białej. 

## Historia
Projekt szybowca został opracowany w 1955 r. przez inż. Irenę Kaniewską. W swoich założeniach nawiązywał do SZD-6 Nietoperz. Zastosowano w nim nowo opracowane profile laminarne NACA. Zbudowano model do badań tunelowych w skali 1:15. Wyniki badań okazały się niezadowalające, w związku z czym zaniechano dalszych prac rozwojowych. 

## Konstrukcja
Szybowiec bezogonowy ze skrzydłem w układzie podwójnego trapezu. Profil skrzydła laminarny NACA 6-H-21 u nasady, przechodzący w 6-H-15 przy mniejszej podstawie pierwszego trapezu i ku końcom (profil w dużym zakresie kątów ma zerowy moment aerodynamiczny oraz dużą doskonałość). Stateczność podłużną miał zapewnić znaczny dodatni skos skrzydeł (18,5° w 30% cięciwy), zaś stateczność kierunkową miało zapewnić podwójne usterzenie pionowe o dużym rozstawie (po 0,7 m²). Kadłub umieszczono w pogrubionej części centralnej w celu zmniejszenia oporów szkodliwych oraz uniknięcia niekorzystnych momentów kierunkowych. Podwozie jednotorowe składało się z koła głównego umieszczonego za środkiem ciężkości oraz koła przedniego.